# Suzuki Advanced Power Control
SAPC staat voor: Suzuki Advanced Power Control.
Dit is een elektronisch motormanagementsysteem voor Suzuki-motorfietsen, onder andere voor de carburateurs (Suzuki RGV 250 1990). SAPC past het mengsel aan aan het toerental en de stand van de gasschuiven. Bovendien wordt door SAPC het ontstekingstijdstip bepaald en de werking van de powervalves.